# AN/APG-65雷達

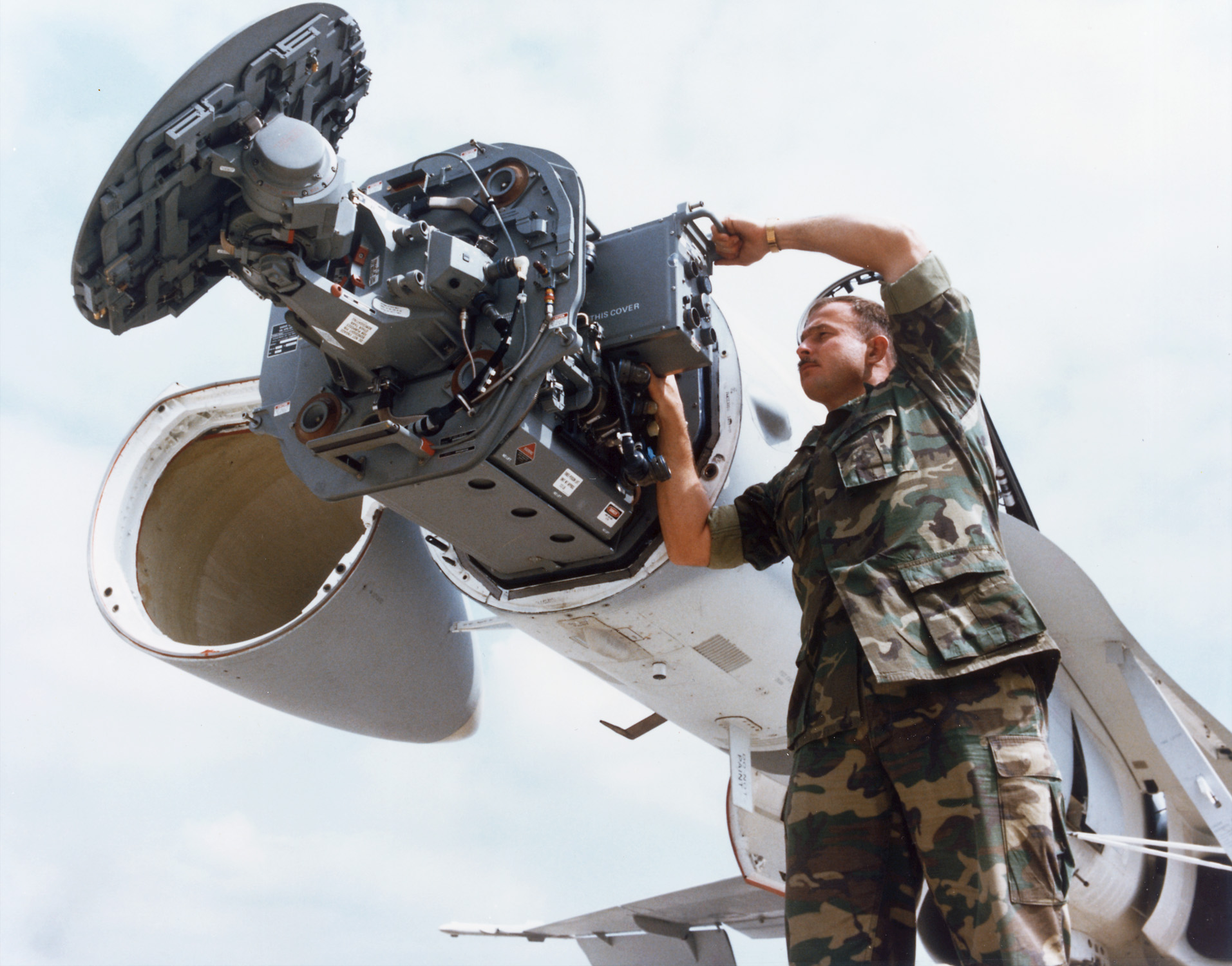
AN/APG-65雷達安裝在F/A-18黃蜂式戰鬥攻擊機上.

AN/APG-65雷達是美國休斯公司（現合併到雷神公司旗下）於1980年代推出的一款空用脈衝都卜勒雷達，提供給F/A-18戰鬥機使用。稍後部分由F/A-18更換下來的雷達轉配屬給AV-8B攻擊機，這些攻擊機的編號也更改為AV-8B+，歐洲國家在1990年代對F-4幽靈II戰鬥機進行現代化延壽工程時，也選擇更換此型雷達。此型號雷達的後繼版本為AN/APG-73雷達。

## 特徵
AN/APG-65是一種使用I/J波段的脈衝多普勒雷達系統，也是美國首次採用可程式化柵控行波管以及數位訊號處理器的設計，工作時的脈衝重複型態包含高、中與低脈衝重複率（Pulse Repetition Frequency， PRF），對於對向，尾追，低空或者是距離很接近的目標都具備良好的偵測效果。雷達天線是平板縫隙型態，直徑71公分，波束寬度3.3度，天線轉動是以電力馬達驅動，而非液壓系統，簡化機械結構，延長平均故障間隔至100小時以上。掃描角度分別是水平面+/-70度，垂直面+/-60度。整套系統一共有5個線上更換單元（Line Replaceable Unit，LRU），不含天線的重量是154公斤。
APG-65雷達開發時已經導入通用匯流排傳輸架構，與機載電腦等電子系統由MIL-STD-1553規格傳輸資料，並可支援AIM-120射控。
AN/APG-65提供16種對空或對地掃描與追蹤模式，其中包括：
- 測距同時搜索
- 掃瞄同時追蹤（Track While Scan， TWS），可以追蹤10個目標。
- 單目標追蹤（Single Target Tracking， STT）
- 半主動雷達導引，採用高脈衝重複率訊號，而非連續波。
- 近距離空戰模式
- 地形迴避
- 地面目標跟蹤
- 都普勒波束銳化

這些模式僅需要少數按鈕就可以切換，並且將重要的資訊顯示在飛機的抬頭顯示器當中。由於美國海軍對超視距空戰與遠程防空的需求比空軍要重視，因此APG-65較重視對多重目標追蹤與導引功能，休斯公司在宣傳時聲稱APG-65使用TWS模式時可以同時追蹤10個目標，並與8個目標進行交戰。這個交戰處理能力甚至優於在F-15鷹式戰鬥機配備的APG-63雷達，因此F-15後續改良時也導入了一部分APG-65的開發成果提升多重目標的接戰能力。
雷達的輸出功率峰值為4.5千瓦，最大搜索距離可達300公里。

## 使用飛機
- F/A-18戰鬥機
- AV-8B攻擊機

## 外部連結
- Raytheon Company: AN/APG-65 Radar
- AN/APG-65 Radar System（页面存档备份，存于）
- AN/APG-65 multimode airborne radar (United States), Airborne fire-control radars（页面存档备份，存于）